# 털보왕사슴벌레
털보왕사슴벌레는 해남, 변산반도국립공원에만 살고있는 한국 고유종 곤충이다. 대만왕사슴벌레(Dorcus carinulatus)의 아종으로 취급되었다가 2008년에 충우곤충박물관의 장영철과 신야 카와이에 의해 신종(新種)으로 발표되었다. 이 발표는 2008년, 일본의 딱정벌레상과 연구회지인 “KOGANE-2008년 7월호 No.9"에 소개되었다. 2010년에는 Dorcus carinulatus의 아종으로 재분류되었다. 주로 상수리나무, 팽나무 군락지에 서식하며 비단벌레와 서식지를 공유한다 녹사슴벌레라고도 한다.